# Ruanda en los Juegos Olímpicos de Barcelona 1992
Ruanda estuvo representada en los Juegos Olímpicos de Barcelona 1992 por diez deportistas, siete hombres y tres mujeres, que compitieron en dos deportes.
El equipo olímpico ruandés no obtuvo ninguna medalla en estos Juegos.